# Vico Equense
Vico Equense és un municipi italià, situat a la regió de Campània i a la Ciutat metropolitana de Nàpols. El 2005 tenia 20.048 habitants.